# 中里貝塚
座標: 北緯35度44分40.1秒 東経139度45分15.6秒 / 北緯35.744472度 東経139.754333度
中里貝塚（なかざとかいづか）は、東京都北区上中里にある貝塚。国の史跡に指定されている。縄文時代の「水産加工場」と大々的に報道された。隣接する用地に中里遺跡がある。

## 概要

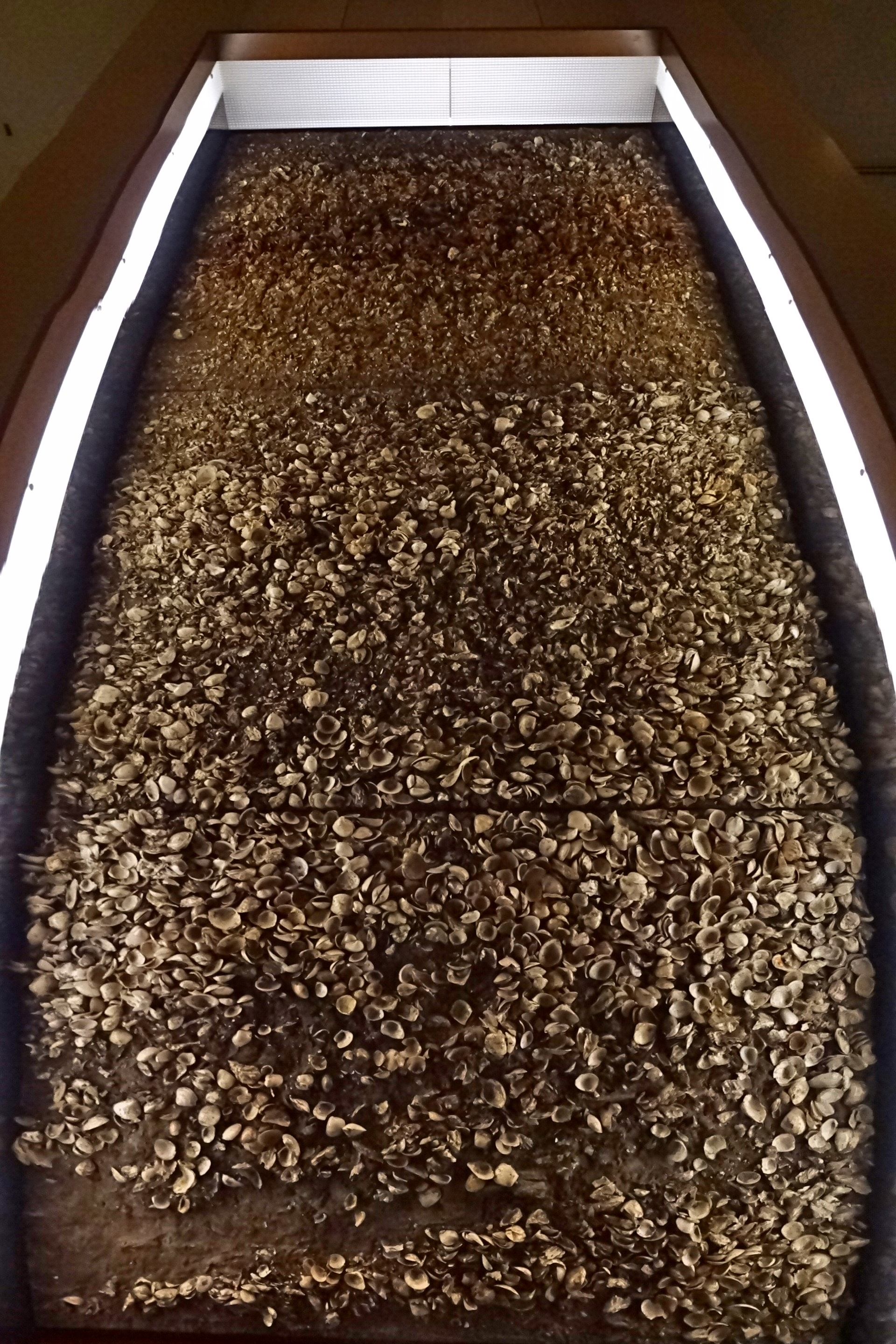
中里貝塚の断面（新潟県立歴史博物館の展示）

中里貝塚はJR上中里駅の東方に1km以上延びる縄文時代の貝塚である。中里貝塚は、東京都北区の飛鳥山の台地の下に細長く突き出た、かつての砂州の上に形成され、武蔵野台地を下から上を見上げるような低地にある。現在は公園整備が行われ、周辺は市街地で公園に表示板があるのみである。縄文時代中期から後期の大規模な貝加工場であったと考えられている。
江戸時代から貝殻が大量に出土する「かきがら山」として知られ、その広がりは、南北1キロメートルほどの規模になるものと推定される。1886年（明治19年）に白井光太郎によって「中里村介塚」として初めて当時の学会に報告された。日本で最初に発掘された大森貝塚発掘から9年後のことである。和島誠一によって1958年（昭和33年）調査が行われ、貝層の中から少ない量ではあるが、縄文時代中期の土器片が出土した。このことからやっと縄文時代の貝塚であることが分かった。1996年（平成8年）には旧国鉄跡地の公園整備にかかわり発掘調査がなされた。1999年（平成11年）にもマンション建設に先立つ調査が、1996年の調査地点の西120メートルのところで行われた。
貝塚は奥東京湾西部の海岸線に沿っていることが明らかになり、ムラの一角にできた貝塚ではなく、集落から離れた浜にできた貝塚であり、周辺に居住する人々が協業して貝の加工を行っていたとみられている。その規模は幅約40メートル、長さ1キロメートルにも及ぶという巨大な貝塚である。カキ（マガキ）やハマグリが大半を占め、春先のカキと初夏のハマグリが交互に貝層を形成し、高さ約4.5メートルにもおよんで堆積している。

## 検出遺構と出土遺物
遺構では、貝を加工したと考えられている皿状窪地が発見されている。砂の層を30センチメートルほどタライのようにほりこみ、底部に粘土を塗布し木の皮や枝を敷き、周囲を枝で覆ったもので、底部からは貝殻や焼礫、炭化草木が検出されており、穴で貝を茹でたと考えられている。焼石で肉や魚を蒸し焼きにした「集石土坑」と呼ばれる施設によく似ている。この施設は、大きなカキの殻を開けるのに使ったと推測されている。また、海中でカキをつけるために立てたと思われる杭列や、たき火跡なども検出されている。通常の貝塚は生活遺物が出土するが中里貝塚には見られず、また、カキとハマグリしか見られず、その貝殻の大きさは大きなもので12センチあまりもあり、カキも10センチ以上の大型のものばかりであり、集落から離れ内陸部へ干貝を供給する加工場に特化していたと考えられている。貝層の一番下から自然のままのヤマトシジミの貝層が出てきた。このことから中里貝塚は浜に立地していたことが分かった。「ハマ貝塚」である。土器では、下位の貝層から中期中頃、上位の貝層から中期後半、最上位貝層から後期初頭の土器片が石器とともにわずかに出土しただけで、魚の骨や獣骨は見つかっていない。

## 遺跡の保護と史跡指定
中里貝塚は集落からはなれた浜辺において、その周辺に暮らした人々が協業して貝加工を行った結果残された巨大な貝塚であり、縄文時代にあって自給自足的な範囲を越えて内陸の他の集落へ供給することを目的とした貝の加工処理があったことを各種の遺構・遺物によって具体的に伝える重要な遺跡である。また、もしカキを養殖していたとすれば、これまで古代ローマに始まったとされていたカキ養殖の歴史が大幅に遡ることとなる。このような調査成果をふまえ、2000年（平成12年）9月6日、国の史跡に指定された。なお、北区王子・飛鳥山公園内の北区飛鳥山博物館では関連展示が行われている。

## 中里遺跡
中里遺跡は東京都北区上中里にある縄文時代から近世以降にかけての遺跡である。鉄道敷地内にあり、上中里駅から田端駅にかけて約1.1kmに及ぶ。多数の土器、丸木舟、土器片錘などが出土している。隣接する用地に中里貝塚がある。
東北新幹線建設予定地となった上中里駅東方の国鉄用地は、それまで遺跡は確認されていなかったが、中里村貝塚の故地を斜めに通るため、地下に遺跡が眠っている可能性があった。1982年1月、東京都教育委員会は国鉄東京第一工事局に新幹線建設用地内の文化財調査について協議を申し入れた。1982年4月から試掘調査が行われ、上中里駅から田端駅方向に約1.1 kmの範囲にわたって遺跡および植物遺体が確認された。1983年4月に東北新幹線中里遺跡調査会が発足し、1984年10月までの2年間発掘調査が行われた。発掘は急ピッチに進められ、終了した地区から新幹線建設が行われていった。中里遺跡から出土した遺物は、北区飛鳥山博物館に保管・展示されている。中里遺跡のあった場所は現在、東北・上越新幹線高架と新東京新幹線車両センターになっている。
約6000年前の縄文海進の海水準最高期、赤羽 - 上野間には侵入した海によって海食崖が形成されていた。中里遺跡のある崖線直下からは標高3mの位置にこの時期の波食台が見つかっており、海食崖下には侵食による岩屑も認められる。海よりでは有楽町層の灰色粘土層が堆積し、ここに約100mにわたって厚さ約30cmのハマグリとカキを主体とする貝層が形成された。その後海岸線が後退して中里は三角州をともなう湿地となり、多量の流木を含む泥炭層を堆積させた。
波食台の上に堆積した砂礫層、砂層、粘土層、泥炭層からは縄文時代早期中葉から後期中葉までのさまざまな土器が出土している。最も多く出土したのは縄文時代中期中葉から末 (4500-4000年前) にかけてで、この時期の集石遺構も出ている。土器片錘（網の錘として再利用した土器片）や、後述の丸木舟も出土しており、ここが縄文人の漁労活動の場であったことを示している。この地域は陸化していき、古墳時代以降は完全な陸地になって人々の活動の痕跡が見つかるようになる。中里遺跡から出土した古代の遺構・遺物は、豊島郡衙であるとされる背後の台地上の御殿前遺跡との関連が、中世の遺構・遺物は台地上の平塚城址を本拠地の一つとした豊島氏との関連が指摘されている。

### 中里遺跡の丸木舟
1984年、東北新幹線大宮 - 上野駅間の準備工事中に、中里遺跡からほぼ完全な丸木舟が発見された。舟はムクノキを刳り貫いた（くりぬいた）全長5.79m、最大幅0.72m、最大内深0.42mで、厚さは舟べりで2cm、舟底で5cmと薄い。表面の各所に焦げた跡があることから、火を使って焦がしながら石器で削ったと考えられている。周囲に出土した土器の年代分析から約4700年前のものとされる。発掘の際には表面にインサルパック（発泡ウレタン）を吹きつけ、角材と枠組みを当ててクレーンで持ち上げた。東京都内で出土した唯一の縄文時代の丸木舟であることなどから、2004年3月に東京都指定有形文化財に指定された。